# Лю Цзюнь (Північна Хань)
Лю Цзюнь (кит.: 劉钧; піньїнь: Liú Jun; 926–968) — другий імператор Північної Хань періоду п'яти династій і десяти держав.
Був другим сином і спадкоємцем засновника держави Лю Чуна.